# میمون شب پرویی
میمون شب پرویی (نام علمی: Aotus miconax) نام یک گونه از سرده میمون‌های شب است.